# Mabini (Bohol)
Mabini ist eine philippinische Stadtgemeinde in der Provinz Bohol
Sie hat 27.171 Einwohner (Zensus 1. August 2015). Im Süden erstreckt sich die Cogtong-Bucht, an deren Küstenlinie erstrecken sich ausgedehnte Mangrovenwälder und Wattflächen. Das Tagaytay-Riff und die Insel Lumislis liegen der Gemeinde vorgelagert in den Gewässern des Canigao-Kanals. 

## Barangays
Mabini politisch unterteilt in 22 Baranggays.

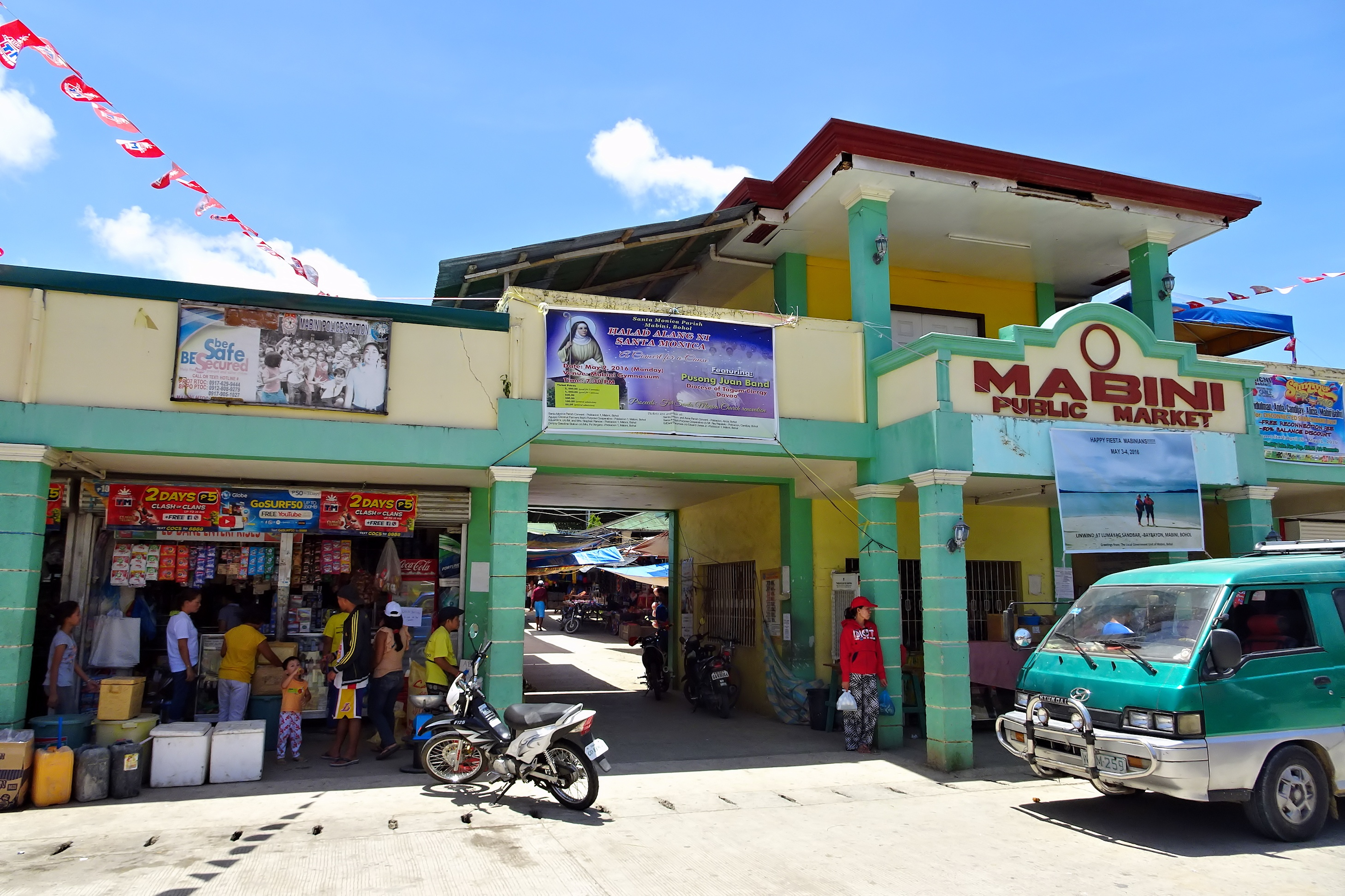
Mabini markt

| - Abaca - Abad Santos - Aguipo - Concepcion (Banlas)1 - Baybayon - Bulawan - Cabidian - Cawayanan - Del Mar - Lungsoda-an - Marcelo | - Minol - Paraiso - Poblacion I - Poblacion II - San Isidro - San Jose - San Rafael - San Roque (Cabulao) - Tambo - Tangkigan - Valaga |